# Zonsverduisteringen van 2091 t/m 2100
De periode 2091 t/m 2100 bevat 23 zonsverduisteringen. Deze zijn onderverdeeld in de volgende typen:
- 8 totale
- 8 ringvormige
- 0 hybride
- 7 gedeeltelijke

## Overzicht
Onderstaand overzicht bevat alle details van deze zonsverduisteringen.
| Datum        | UTC op Max | Type         | Stijl                    | Saros nr | Magni- tude | Lengte op Max | Regio's in het gehele eclipsgebied                      | Regio's met het eclipspad                                                                                               |
| ------------ | ---------- | ------------ | ------------------------ | -------- | ----------- | ------------- | ------------------------------------------------------- | --- |
| 18 feb. 2091 | 09:54:39   | gedeeltelijk |                          | 122      | 0.656       | -             | Noordelijk Afrika, Europa, Azië                         | |
| 15 aug. 2091 | 00:34:42   | totaal       | centraal                 | 127      | 1.022       | 01m38s        | Australië, zuidpoolgebied, Nieuw-Zeeland                | Zuidelijke Oceaan (vlak bij zuidpoolgebied)                                                                             |
| 7 feb. 2092  | 15:10:19   | ringvormig   | centraal                 | 132      | 0.984       | 01m48s        | Noord-Amerika, Zuid-Amerika, Europa, Afrika             | Panama, Colombia, Venezuela, Guyana, Marokko, Algerije                                                                  |
| 3 aug. 2092  | 09:59:31   | ringvormig   | centraal                 | 137      | 0.979       | 02m31s        | Afrika                                                  | Liberia, Ivoorkust, Ghana, Togo, Benin, Nigeria, Kameroen, Tsjaad, Centraal-Afrikaanse Republiek, Sudan, Kenia, Somalië |
| 27 jan. 2093 | 03:22:15   | totaal       | centraal                 | 142      | 1.034       | 02m58s        | Indië, Australië, zuidpoolgebied, Nieuw-Zeeland         | Australië |
| 23 juli 2093 | 12:32:03   | ringvormig   | centraal                 | 147      | 0.946       | 05m11s        | Noord-Amerika, Zuid-Amerika, Europa, Afrika, Azië       | VS, Canada, Centraal-Europa, Turkije, Irak, Iran, Afghanistan, Pakistan                                                 |
| 16 jan. 2094 | 18:59:03   | totaal       | centraal                 | 152      | 1.034       | 01m52s        | Zuid-Amerika, zuidpoolgebied, Nieuw-Zeeland             | zuidpoolgebied |
| 13 juni 2094 | 00:22:10   | gedeeltelijk |                          | 119      | 0.162       | -             | Zuidelijke Oceaan (vlak bij zuidpoolgebied)             | |
| 12 juli 2094 | 13:24:34   | gedeeltelijk |                          | 157      | 0.422       | -             | Noord-Amerika, Azië                                     | |
| 7 dec. 2094  | 20:05:55   | gedeeltelijk |                          | 124      | 0.705       | -             | Noord-Amerika                                           | Zuidelijk Atlantische Oceaan, Indische Oceaan                                                                           |
| 2 juni 2095  | 10:07:39   | totaal       | centraal                 | 129      | 1.033       | 03m18s        | Afrika                                                  | Namibië, Zuid-Afrika, Botswana, Zambia, Mozambique, Madagaskar                                                          |
| 27 nov. 2095 | 01:02:57   | ringvormig   | centraal                 | 134      | 0.933       | 08m47s        | Centraal Stille Oceaan, Westelijk Noord-Amerika         | China, Korea, Japan, Centraal Stille Oceaan                                                                             |
| 22 mei 2096  | 01:37:13   | totaal       | centraal                 | 139      | 1.074       | 06m06s        | Azië, Indië, Australië, Noord-Amerika                   | Indonesië, Centraal Stille Oceaan                                                                                       |
| 15 nov. 2096 | 00:36:14   | ringvormig   | centraal                 | 144      | 0.924       | 08m53s        | Indië, Australië, Nieuw-Zeeland, zuidpoolgebied         | Maleisië, Indonesië, Nieuw-Guinea, Australië, Nieuw-Zeeland                                                             |
| 11 mei 2097  | 18:34:30   | totaal       | centraal                 | 149      | 1.054       | 03m10s        | Azië, Noord-Amerika, Noordelijk Europa                  | Alaska, Rusland |
| 4 nov. 2097  | 02:01:24   | ringvormig   | centraal                 | 154      | 0.949       | 03m36s        | zuidpoolgebied, Australië                               | zuidpoolgebied |
| 1 apr. 2098  | 20:02:30   | gedeeltelijk |                          | 121      | 0.798       | -             | zuidpoolgebied, Zuid-Amerika                            | |
| 25 sep. 2098 | 00:31:15   | gedeeltelijk |                          | 126      | 0.787       | -             | Azië, Noord-Amerika                                     | Mauritanië, Westelijke Sahara, Mali, Algerije, Tunisië, Griekenland, Turkije, Rusland, Kazachstan, China                |
| 24 okt. 2098 | 10:36:10   | gedeeltelijk | eerste eclips Sarosserie | 164      | 0.006       | -             | Zuidelijke Oceaan (vlak bij zuidpoolgebied)             | |
| 21 mrt. 2099 | 22:54:31   | ringvormig   | centraal                 | 131      | 0.932       | 07m32s        | Australië, Nieuw-Zeeland, zuidpoolgebied, Noord-Amerika | Centraal Stille Oceaan, Ecuador, Peru, Brazilië                                                                         |
| 14 sep. 2099 | 16:57:52   | totaal       | centraal                 | 136      | 1.068       | 05m18s        | Noord-Amerika, Zuid-Amerika, Afrika                     | Canada, VS, Centraal Atlantische Oceaan                                                                                 |
| 10 mrt. 2100 | 22:28:10   | ringvormig   | centraal                 | 141      | 0.934       | 07m29s        | Australië, Noord-Amerika                                | Centraal Stille Oceaan, VS                                                                                              |
| 4 sep. 2100  | 08:49:19   | totaal       | centraal                 | 146      | 1.040       | 03m32s        | Afrika, zuidpoolgebied                                  | Canada, Groenland, Verenigd Koninkrijk, Frankrijk                                                                       |

### Legenda
| Kolomhoofd                         | Uitleg                                                                                                |
| ---------------------------------- | --- |
| Datum                              | Datum op het moment van het maximum van de eclips                                                     |
| UTC op Max                         | Tijd in UTC op het moment van het maximum van de eclips                                               |
| Type                               | Type van de eclips                                                                                    |
| Stijl                              | Binnen een type zijn verschillende stijlen mogelijk                                                   |
| Sarosnr                            | Het nr van de sarosreeks waartoe de eclips behoort                                                    |
| Magnitude                          | Percentage van verduistering van de middellijn van de zon op het moment van het maximum van de eclips |
| Lengte op Max                      | Tijdsduur van de eclips op de plek met het maximum                                                    |
| Regio's in het gehele eclipsgebied | Gebieden waar de eclips of een gedeelte ervan te zien is                                              |
| Landen met het eclipspad           | Landen waar de eclips totaal of ringvormig te zien is                                                 |